# 李嵐清
李 嵐清（り らんせい、リー・ランチン、1932年5月 - ）は中華人民共和国の政治家。国務院常務副総理（第一副首相）、第15期中国共産党中央政治局常務委員などを歴任した。
1952年9月、中国共産党入党。1983年から天津市副市長に就任し、李瑞環の右腕となる。天津市委員会対外貿易党委書記を務め、天津市に全国初の外商投資センターを設立。1986年、対外経済貿易部（現在の商務部）常務副部長（副大臣級）、党副組書記。1990年には対外経済貿易部長（大臣）、党組書記、国務院経済貿易弁公室副主任に昇進。
1992年の第14回党大会で政治局委員、翌年の第8期全国人民代表大会第1回会議で国務院副総理に選出される。1997年の第15回党大会には政治局常務委員に昇格し、国務院党組副書記。1998年に国務院常務副総理に就任し、朱鎔基総理の業務を補佐した。
2002年の第16回党大会で中央委員を退き、2003年に開かれた第10期全国人民代表大会第1回会議において国務院常務副総理も退任、政界から引退した。
第13期中央候補委員、第14期中央政治局委員、第15期中央政治局常務委員、第8・9期国務院副総理。